# تخت خواجة بايين (أرزوئية)
تخت خواجة بایین (بالفارسية: تخت خواجه پایین) هي قرية تقع في إيران في Arzuiyeh Rural District. يقدر عدد سكانها بـ 420 نسمة .